# Sachsenhagen (Kreuzebra)

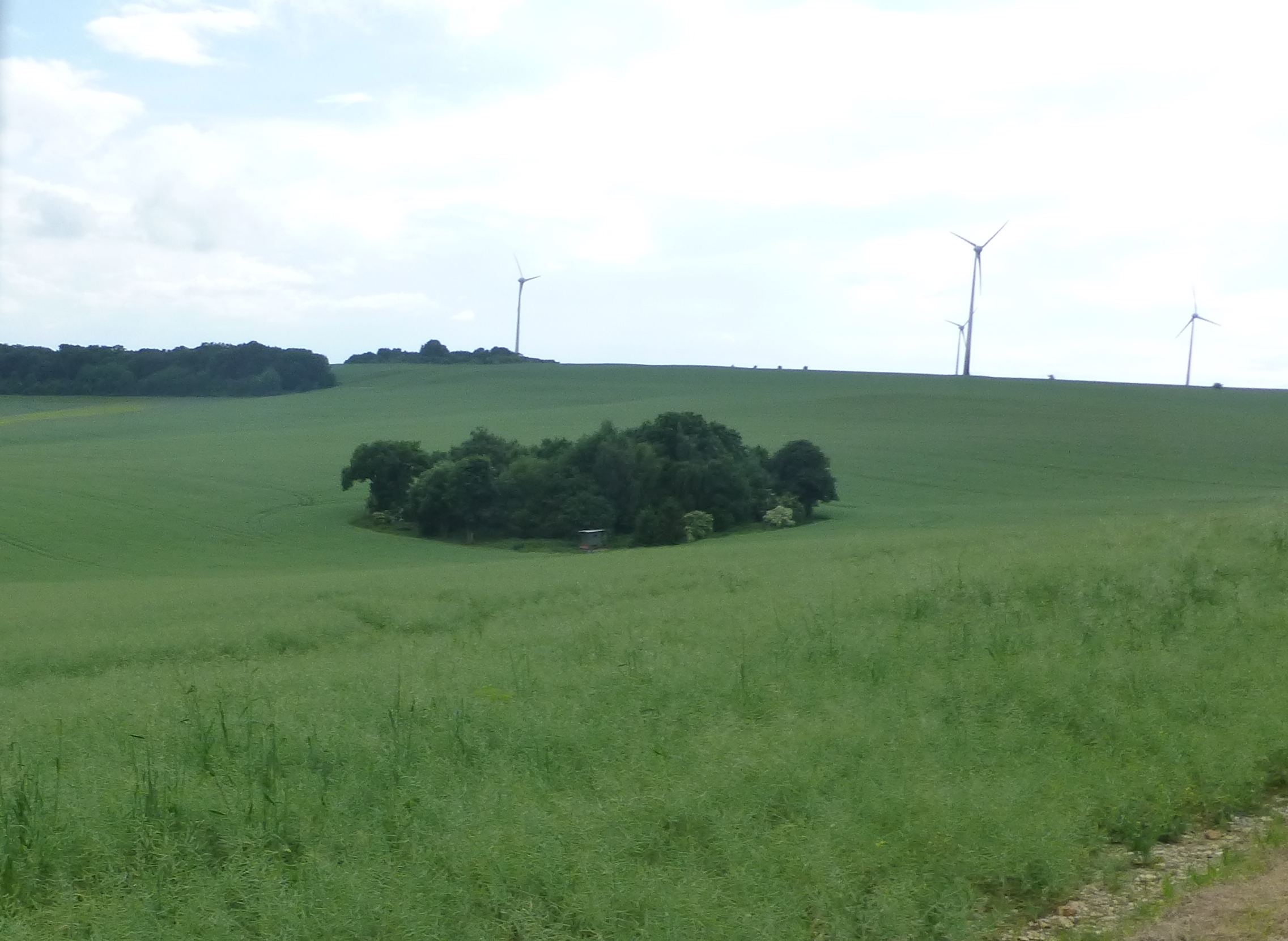
Blick zur Wüstung Steinhagen bei Kreuzebra

Die Wüstung Sachsenhagen, auch Steinhagen genannt, ist ein seit 1962 dem Verfall preisgegebener ehemaliger Gutshof. Sie befindet sich unterhalb der Kapelle Steinhagen, nahe dem Heiligenberg, in der Gemarkung von Kreuzebra, einem Stadtteil von Dingelstädt im thüringischen Landkreis Eichsfeld.

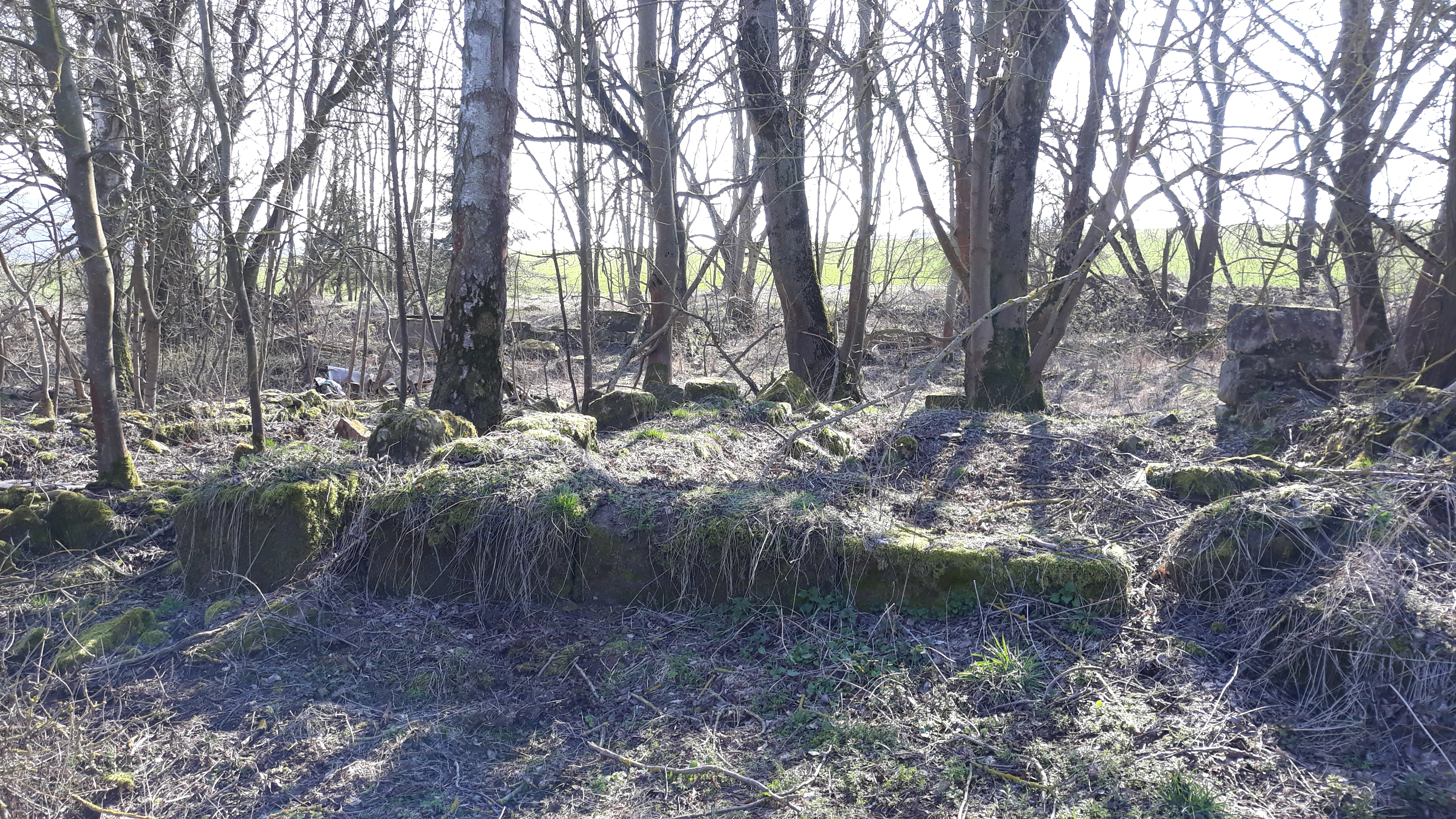
Die Grundmauern der Wüstung zwischen den Bäumen

## Geschichte
Eine schriftliche Ersterwähnung des Orts Sachsenhagen ist für den Zeitraum 1570/80 nachgewiesen, als die von Linsingen von den Herren von Geisleden ein Burglehen und vier Hufen zu Sachsenhagen erhielten. 1595 ist ein Streit zwischen dem kurmainzischen Vogt Wagner und dem Amtmann des Eichsfeldes Leopold von Stralendorf um Land zu Sachsenhagen erwähnt. In den Jahren 1664, 1747 und 1770 sind die von Linsingen im Zusammenhang mit Belehnungen zu Scharfenstein und Sachsenhagen in Urkunden genannt.
Im Jahre 1870 kauften die Eheleute Christian und Genovefa Waldmann den Hof Steinhagen. Sie renovierten das Gebäude und errichteten 1877 am Dünwald die Kapelle Steinhagen zu Ehren der Vierzehn Nothelfer. Zuvor stand dort ein Kreuz mit Bildern der Dreifaltigkeit und der Vierzehn Nothelfer. Die Acker- und Weideflächen wurden durch Kauf und Pacht auf 75 Hektar erweitert; ebenso wurde das Jagdrecht erworben.

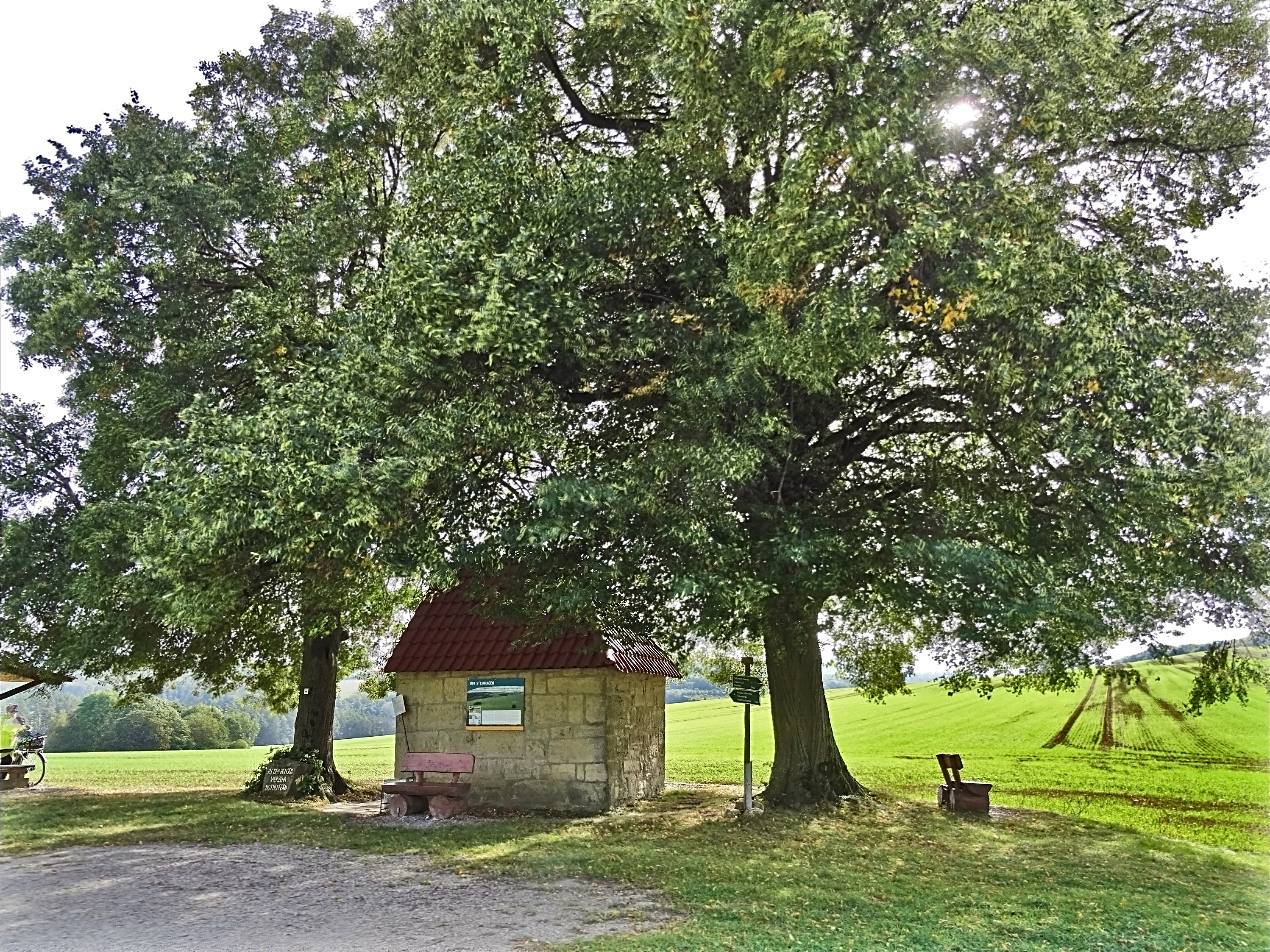
Die Kapelle Steinhagen

Verwaltungstechnisch gehörte der Hof in dieser Zeit zu Kreuzebra, wo die Kinder auch zur Schule gingen, kirchlich gehörte er zu Geisleden und postalisch zu Beuren.
Nach 1945 war die dort ansässige Familie Köhler, die Milchvieh und Schweine hielten und eine Fohlen- und Schafzucht betrieben, immer wieder staatlichen Repressalien ausgesetzt. Die begründete Angst, enteignet zu werden, veranlasste die Familie, in der Nacht zum 30. Dezember 1949 nach Niedersachsen zu fliehen. Das Anwesen wurde daraufhin 1950 verstaatlicht und bis 1958 von einem Verwalter bewohnt. Die Bewirtschaftung der Agrarflächen erfolgte vom damaligen Volksgut Beinrode aus.
Ab 1962 stand der Hof leer. Dies wurde von Einwohnern der Nachbarorte ausgenutzt, alles Verwertbare zu entfernen. Heute sind lediglich Fundamentreste des einstigen Guts erhalten.
Nach der Wende erhielten die Nachkommen der Familie Köhler 1990 ihr Eigentum zurück. Im Jahr 2010 stand das gesamte Anwesen zum Verkauf und wurde von der Agrar-Gesellschaft mbH Kalteneber erworben.